# 17073 Alexblank
17073 Alexblank (1999 GX34) là một tiểu hành tinh vành đai chính được phát hiện ngày 6 tháng 4 năm 1999 bởi Nhóm nghiên cứu tiểu hành tinh gần Trái Đất phòng thí nghiệm Lincoln ở Socorro.